# Yrjö Kokko

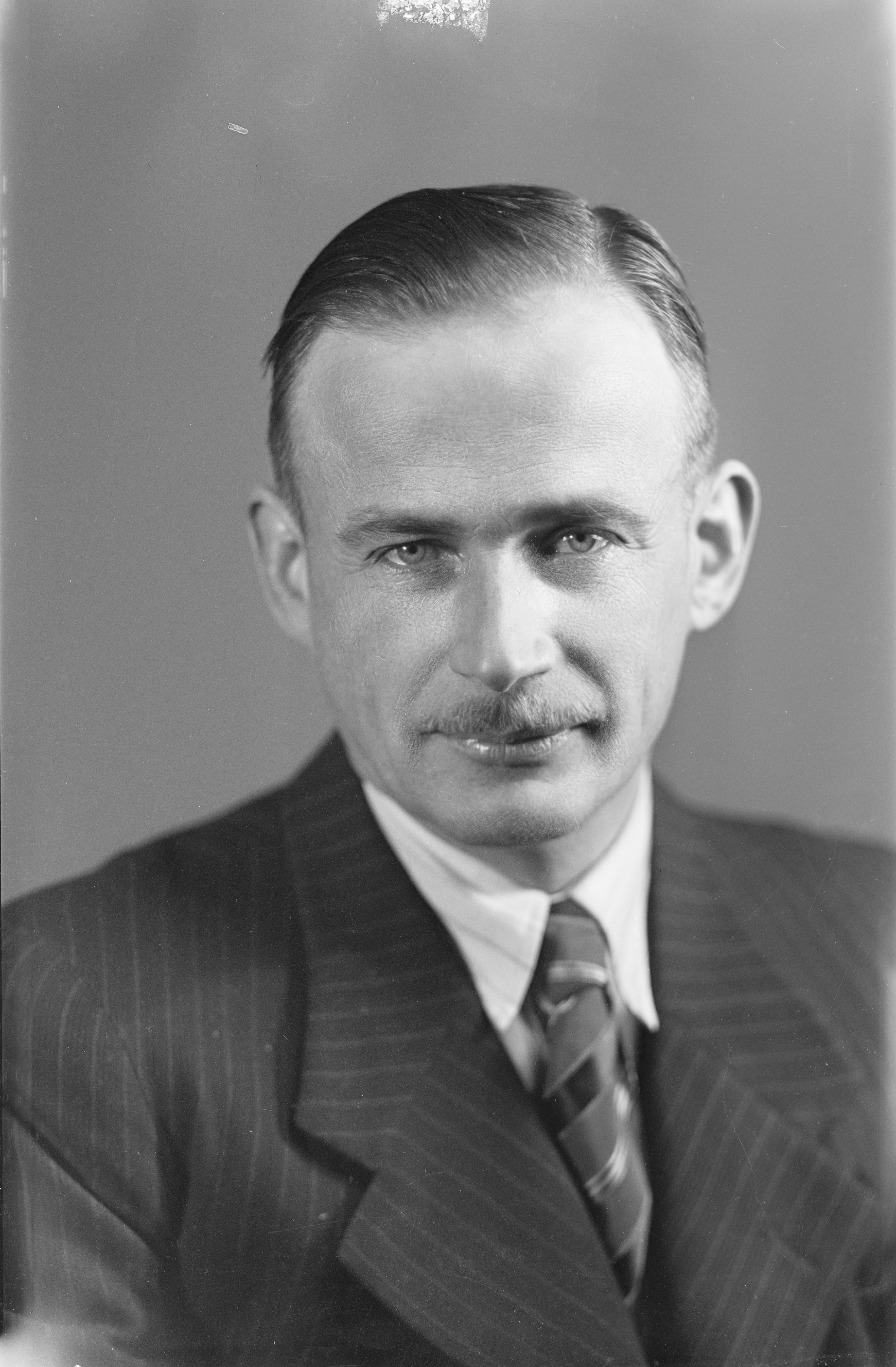
Yrjo Kokko (1941)

Yrjö Olavi Samuli Kokko (* 16. Oktober 1903 in Sortavala am Ladogasee; † 6. September 1977 in Helsinki) war ein finnischer Tierarzt und Schriftsteller.

## Leben
Yrjö Kokko besuchte das Gymnasium in Viipuri, das er 1923 mit der Hochschulreife abschloss. Schon während der Schulzeit musste er aufgrund des frühen Todes seiner Eltern Gelegenheitsarbeiten übernehmen. Er studierte Veterinärmedizin an der Tierärztlichen Hochschule Hannover, der Universität Tartu und der Veterinärmedizinischen Universität Wien. Er wurde Tierarzt in Finnland und nahm 1939 am finnisch-russischen Winterkrieg teil. Nach Kriegsende ließ er sich als Kreistierarzt in Enontekiö im finnischen Lappland nieder.
Sein literarisches Werk ist geprägt von seiner meisterhaften Naturbeobachtung. Als Naturschützer setzte er sich insbesondere für den Singschwan ein. Viele seiner Bücher, von denen einige auch ins Deutsche übersetzt wurden, illustrierte er mit von ihm erstellten Photographien. Für das Kinderbuch Pessi und Illusia, das er für seine Kinder während des Krieges schrieb, erhielt er 1945 den Finnischen Nationalpreis für Literatur (Valtion kirjallisuuspalkinto). 1957 wurde er mit dem Orden des Löwen von Finnland ausgezeichnet.

## Schriften
- Pessi und Illusia: die Elfe, die ihre Flügel verlor (Pessi ja Illusia), Hinstorff, Rostock 2000, ISBN 978-3-356-00867-8
- Der Weg der vier Winde (Neljän tuulen tie), Hinstorff, Rostock 1973
- Die Insel im Vogelsee: Menschen, Tiere und Geister Berg-Lapplands (Ungelon torppa), Brockhaus, Wiesbaden 1960
- Singschwan – der Schicksalsvogel: Das Wunder in Ultima Thule (Laulujoutsen, Ultima Thulen lintu), Brockhaus, Wiesbaden 1952